# Никол Стот
Никол Мари Пасоно Стот (на английски: Nicole Marie Passonno Stott) e американска астронавтка, участник в два космически полета и дълговременен престой на МКС по време на Експедиция 20.

## Образование
Никол Стот завършва колежа St. Petersburg College в Сейнт Питърсбърг, Флорида през 1980 г. През 1987 г. завършва Embry–Riddle Aeronautical University в Дейтона Бийч, Флорида с бакалавърска степен по авиационна администрация. През 1992 г. получава магистърска степен по инженерен мениджмънт от университета на Централна Флорида в Орландо.

## Служба в НАСА
Никол Стот работи в НАСА от 1988 г. През годините заема редица инженерни и административни длъжности в Космически център Джон Ф. Кенеди, Кейп Канаверал, Флорида. Избрана е за астронавт от НАСА на 26 юли 2000 г., Астронавтска група №18. Първото си назначение получава през 2004 г., когато е включена в поддържащия екипаж на Експедиция 10 на МКС. Взема участие в два космически полета и има в актива си една космическа разходка с обща продължителност 6 часа и 35 минути. Специалист на мисията по време на последния полет на космическата совалка Дискавъри, мисия STS-133 през 2011 г.

## Полети
Никол Стот лети в космоса като член на екипажа на две мисии:
| Космически полети на Никол Мари Пасоно Стот               | Космически полети на Никол Мари Пасоно Стот | Космически полети на Никол Мари Пасоно Стот      | Космически полети на Никол Мари Пасоно Стот | Космически полети на Никол Мари Пасоно Стот   | Космически полети на Никол Мари Пасоно Стот | Космически полети на Никол Мари Пасоно Стот |
| №                                                         | Дата                                        | КК                                               | Емблема на мисията                          | Функции                                       | Продължителност                             |                                             |
| --------------------------------------------------------- | ------------------------------------------- | ------------------------------------------------ | ------------------------------------------- | --------------------------------------------- | ------------------------------------------- | ------------------------------------------- |
| 1                                                         | 28 август 2009                              | „Дискавъри“, мисия STS-128, Експедиция 20 на МКС |                                             | Специалист на мисията, Бордови инженер на МКС | 90 денонощия 10 часа 45 мин.                |                                             |
|                                                           | 27 ноември 2009                             | „Атлантис“, мисия STS-129                        |                                             | Специалист на мисията                         | Приземяване с мисия STS-129                 |                                             |
| 2                                                         | 24 февруари 2011                            | „Дискавъри“, мисия STS-133                       |                                             | Специалист на мисията                         | 12 денонощия 19 часа 04 мин. 50 сек.        |                                             |
| Сумарно време в космоса – 103 денонощия 05 часа 49 минути |                                             |                                                  |                                             |                                               |                                             |                                             |